# Акаги (вулкан)
Ака́ги (яп. 赤城山 Акаги-сан / Акаги-яма) — вулкан, расположен на японском острове Хонсю в префектуре Гумма.
Акаги — стратовулкан, высотой 1828 метров. Располагается на равнине Канто в 110 км к северо-востоку от Токио. На северо-восточном конце кальдеры располагается озеро Онума (или Оно) на высоте 350 метров. По характеру извержения известно, что вулкан относится к плинианскому типу. Вулкан сформировался и извергался в основном в период плейстоцена. Современную форму стратовулкана Акаги принял примерно 31 000 лет тому назад. В исторический период вулкан извергался в IX веке. Также сообщалось об извержениях вулкана в 1251 и 1938 годах.
Озеро Онума, расположенное в прилегающей к вулкану Акаги кальдере, является популярным местом отдыха японцев. В озере есть рыба. Зимой оно замерзает и превращается в каток, а склоны вулкана в горнолыжные трассы.
В настоящий период вулкан не проявляет вулканической деятельности.

## Видео
- Ловля рыбы зимой в кальдере вулкана Акаги на YouTube